# Dear Frankie
Dear Frankie (bra Querido Frankie) é um filme britânico de 2004, de gênero drama e romance, dirigido por Shona Auerbace, e com roteiro de Andrea Gibb. O filme, vencedor do Festival de Cinema de Heartland e do Festival Internacional de Cinema de Seattle, é uma história sobre o amor de uma jovem mãe pelo filho surdo, e é ambientado na Escócia, país de origem de Andrea Gibb e de parte do elenco.

## Sinopse
Frankie é um garoto surdo de nove anos que vive com sua mãe, Lizzie, com quem segue de um lado para outro, mudando frequentemente de casa numa tentativa de Lizzie em fugir do marido e da família dele. Tentando proteger Frankie da verdade que envolve sua primeira infância, os motivos de sua surdez e a ausência do pai em sua vida, Lizzie escreve cartas para o filho em nome de seu pai, dizendo que ele trabalha a bordo do um navio Accra e que passa por terras exóticas. Porém o que Lizzie não contava era que logo o navio em que o "pai" trabalhava estaria aportando no lugar em que estão. Para evitar o sofrimento de Frankie, Lizzie busca encontrar um homem que aceite se passar pelo pai do menino por um dia, e contrata um estranho que passa momentos especiais com Frankie e também com ela. Porém, novamente o fantasma do passado os persegue e Lizzie vê em um anúncio de jornal que a família do marido a procura e que ele se encontra em estado terminal de uma doença fatal, desejando revê-la e ao filho. Lizzie precisa decidir se atende ou não aos apelos do marido.

## Elenco
- Emily Mortimer .... Lizzie
- Jack McElhone .... Frankie
- Mary Riggans .... Nell
- Sharon Small .... Marie
- Gerard Butler